# Zapasy na Letnich Igrzyskach Olimpijskich 1960 – kategoria do 79 kg w stylu wolnym
Zmagania mężczyzn do 79 kg to jedna z ośmiu męskich konkurencji w zapasach w stylu wolnym rozgrywanych podczas Letnich Igrzysk Olimpijskich 1960. Pojedynki w tej kategorii wagowej odbyły się w dniach 1 – 6 września.
Punktacja opierała się na systemie "złych punktów karnych". Zwycięzca otrzymywał zero punktów za wygraną przez "tusz" (łopatki), a jeden punkt za wygraną na punkty. Dwa punkty przyznawano zawodnikom za remis. Za porażkę na punkty zawodnik otrzymywał trzy punkty, a za przegraną na łopatki przyznawano 4 punkty karne. Uzyskanie sześciu lub więcej punktów eliminowało zapaśnika z turnieju. Najlepsza trójka walczyła w rundzie finałowej. 

## Klasyfikacja[1]
| Pozycja | Nazwisko             | Kraj              |
| ------- | -------------------- | ----------------- |
| 1       | Hasan Güngör         | Turcja            |
| 2       | Georgij Szirtladze   | ZSRR              |
| 3       | Hans Antonsson       | Szwecja           |
| 4       | Ed DeWitt            | Stany Zjednoczone |
| 5       | Prodan Gardżew       | Bułgaria          |
| 5       | Géza Hollósi         | Węgry             |
| 5       | Madho Singh          | Indie             |
| 8       | Takashi Nagai        | Japonia           |
| 9       | Georg Utz            | Niemcy            |
| 10      | Fred Thomas          | Nowa Zelandia     |
| 11      | Muhammad Faiz        | Pakistan          |
| 12      | Viljo Punkari        | Finlandia         |
| 12      | Mansur Mahdizade     | Iran              |
| 12      | Mohammad Asif Khokan | Afganistan        |
| 15      | Julio Graffigna      | Argentyna         |
| 15      | Germano Caraffini    | Włochy            |
| 17      | Alan Butts           | Wielka Brytania   |
| 17      | Henri Mottier        | Szwajcaria        |
| 17      | Ronald Hunt          | Australia         |

## Wyniki

### Pierwsza runda[2]
| Zwycięzca          | Punkty karne | Wynik     | Przegrany            | Punkty karne |
| ------------------ | ------------ | --------- | -------------------- | ------------ |
| Takashi Nagai      | 0            | Łopatki   | Ronald Hunt          | 4            |
| Géza Hollósi       | 2            | Remis     | Prodan Gardżew       | 2            |
| Hasan Güngör       | 0            | Łopatki   | Julio Graffigna      | 4            |
| Fred Thomas        | 0            | Łopatki   | Mansur Mahdizade     | 4            |
| Hans Antonsson     | 0            | Łopatki   | Viljo Punkari        | 4            |
| Madho Singh        | 0            | Łopatki   | Alan Butts           | 4            |
| Ed DeWitt          | 1            | Na punkty | Germano Caraffini    | 3            |
| Georg Utz          | 0            | Łopatki   | Henri Mottier        | 4            |
| Georgij Szirtladze | 0            | Łopatki   | Mohammad Asif Khokan | 4            |
| Muhammad Faiz      | 0            | Bez walki |                      |              |

### Druga runda[3]
| Zwycięzca            | Punkty karne | Wynik     | Przegrany         | Punkty karne |
| -------------------- | ------------ | --------- | ----------------- | ------------ |
| Takashi Nagai        | 1            | Na punkty | Muhammad Faiz     | 3            |
| Géza Hollósi         | 2            | Łopatki   | Ronald Hunt       | 8            |
| Hasan Güngör         | 1            | Na punkty | Prodan Gardżew    | 5            |
| Fred Thomas          | 1            | Na punkty | Julio Graffigna   | 7            |
| Mansur Mahdizade     | 5            | Na punkty | Hans Antonsson    | 3            |
| Viljo Punkari        | 4            | Łopatki   | Alan Butts        | 8            |
| Madho Singh          | 0            | Łopatki   | Germano Caraffini | 7            |
| Ed DeWitt            | 1            | Łopatki   | Henri Mottier     | 8            |
| Georgij Szirtladze   | 0            | Łopatki   | Georg Utz         | 4            |
| Mohammad Asif Khokan | 4            | Bez walki |                   |              |

### Trzecia runda[4]
| Zwycięzca      | Punkty karne | Wynik     | Przegrany            | Punkty karne |
| -------------- | ------------ | --------- | -------------------- | ------------ |
| Muhammad Faiz  | 4            | Na punkty | Mohammad Asif Khokan | 7            |
| Géza Hollósi   | 3            | Na punkty | Takashi Nagai        | 4            |
| Prodan Gardżew | 5            | Łopatki   | Fred Thomas          | 5            |
| Hasan Güngör   | 3            | Remis     | Mansur Mahdizade     | 7            |
| Hans Antonsson | 4            | Na punkty | Madho Singh          | 3            |
| Georg Utz      | 5            | Na punkty | Viljo Punkari        | 7            |
| Ed DeWitt      | 2            | Na punkty | Georgij Szirtladze   | 3            |

### Czwarta runda[5]
| Zwycięzca          | Punkty karne | Wynik       | Przegrany     | Punkty karne |
| ------------------ | ------------ | ----------- | ------------- | ------------ |
| Prodan Gardżew     | 6            | Na punkty   | Takashi Nagai | 7            |
| Hasan Güngör       | 4            | Na punkty   | Géza Hollósi  | 6            |
| Hans Antonsson     | 4            | Łopatki     | Fred Thomas   | 9            |
| Georgij Szirtladze | 4            | Na punkty   | Madho Singh   | 6            |
| Ed DeWitt          | 3            | Na punkty   | Georg Utz     | 8            |
|                    |              | Wycofał się | Muhammad Faiz | 8            |

### Piąta runda[6]
| Zwycięzca          | Punkty karne | Wynik   | Przegrany      | Punkty karne |
| ------------------ | ------------ | ------- | -------------- | ------------ |
| Hasan Güngör       | 4            | Łopatki | Ed DeWitt      | 7            |
| Georgij Szirtladze | 6            | Remis   | Hans Antonsson | 6            |